# Макаденвил (Северна Каролина)
Макаденвил (енгл. McAdenville) град је у америчкој савезној држави Северна Каролина.

## Демографија
По попису из 2010. године број становника је 651, што је 32 (5,2%) становника више него 2000. године.
| Група             | 2000.       | 2010.       |
| Белци             | 593 (95,8%) | 576 (88,5%) |
| Афроамериканци    | 12 (1,9%)   | 14 (2,2%)   |
| Азијати           | 6 (1,0%)    | 6 (0,9%)    |
| Хиспаноамериканци | 0 (0,0%)    | 37 (5,7%)   |
| Укупно            | 619         | 651         |